# 浅田次郎 (政治家)
浅田 次郎（淺田、あさだ じろう、1858年（安政5年8月）- 1899年（明治32年）11月14日）は、明治期の実業家・政治家。衆議院議員。

## 経歴
肥前国彼杵郡、のちの長崎県東彼杵郡大村（現大村市）で生まれた。漢籍を修めた。
活版印刷業、貿易商を営む。また、長崎米穀石油取引所理事長、長崎新報社監査役、遠洋捕鯨取締役、長崎商業会議所議員などを務めた。
政界では、長崎市会議員、長崎市参事会員、徴兵参事員などを務めた。1898年（明治31年）8月の第6回衆議院議員総選挙（長崎県第1区、憲政党）で当選し、衆議院議員に1期在任した。議員在任中の1899年11月に死去した。